# Джайнагар-Маджилпур
Джайнагар-Маджилпур (англ. Jaynagar Majilpur, хинди জয়নগর মজিলপুর), или просто Джайнагар — город и муниципалитет в Индии, в штате Западная Бенгалия. Расположен в агломерации Калькутты.
Был образован путём слияния двух отдельных населённых пунктов ― Джайнагара и Маджилпура. Известен благодаря заводу кондитерских изделий Jaynagarer Moa.